# Urticals
Les urticals (Urticales) era un ordre d'angiospermes, abans que la filogenètica molecular esdevingués una part important de la taxonomia de les plantes. Les urticals estaven reconegudes a la majoria de sistemes de classificació de plantes amb algunes variacions en la seva circumscripció taxonòmica. Entre aquest hi ha el Sistema Cronquist  (1981), el qual posava aquest ordre dins la subclasse Hamamelidae (sic), comprenent:
- Barbeyaceae
- Cannabaceae
- Cecropiaceae
- Moraceae
- Ulmaceae
- Urticaceae

En el sistema APG III (2009), les plantes que pertanyen a aquest ordre, junt amb 4 altres famílies, constitueixen l'ordre Rosales. Cecropiaceae ja no es reconeix com separat de la família Urticaceae. Les famílies Ulmaceae, Cannabaceae, Moraceae, i Urticaceae formen un clade. Aquest clade s'ha anomenat informalment els urticalean rosids.
Urticaleean rosids es refereix a les relacions entre diverses famílies d'angiospermes, i actualment inclouen més de 2.500 espècies.
Les famílies són:
- Celtidaceae
- Cannabaceae
- Cecropiaceae
- Moraceae
- Ulmaceae
- Urticaceae[3]

Les relacions dins el "urticalean lineage" actualment es consideren dins els Rosales. Moraceae i Urticaceae representen un 90% de la diversitat dins del clade.